# Toda a Luz que Não Podemos Ver
Toda a Luz que Não Podemos ver é um romance histórico escrito pelo autor norte-americano Anthony Doerr. O romance foi publicado em 6 de maio de 2014 nos Estados Unidos pela editora Scribner e venceu o Prémio Pulitzer de Ficção em 2015, assim como o prémio Andrew Carnegie Medal for Excellence in Fiction. O autor demorou 10 anos para escrever a obra.
Em 2023, foi adaptada pelo Netflix em uma minissérie.

## História
A história do romance passa-se na França ocupada pelos nazistas durante a Segunda Guerra Mundial e centra-se numa menina francesa cega e num rapaz alemão que acabam por se encontrar.
Em 1934, Marie-Laure LeBlanc, a filha do serralheiro do Museu de História Natural de Paris e acompanha frequentemente o pai para o trabalho. A visão de Marie começa a deteriorar-se rapidamente devido a cataratas antes de ela ficar completamente cega aos 6 anos de idade. O seu pai promete que vai apoiá-la para sempre e cria um modelo de madeira do bairro que os dois habitam em Paris para que Marie possa memorizar as ruas através do toque e consiga orientar-se. Ele também mantém a sua mente astuta através de caixas segredo que Marie recebe nos seus aniversários e onde estão escondidos presentes. Marie aprende a ler Braille e o seu pai oferece-lhe romances para ela ler. Ela fica fascinada com os mundos imaginários explorados na sua edição de Vinte Mil Léguas Submarinas de Júlio Verne.
Diz que no museu onde trabalha o pai de Marie-Laure existe um diamante requintado de valor incalculável, com belas "chamas vermelhas" no seu centro. Porém, uma lenda diz que o diamante está amaldiçoado: a pessoa que o tiver não pode morrer, mas as pessoas que ama serão atingidas com tragédias sem fim.
Entretanto, na Alemanha, Werner Pfenning de oito anos é um orfão que vive na localidade mineira de Zollverein. Ele e a sua irmã Jutta encontram um rádio de onda curta atrás do orfanato onde vivem. Werner consegue repará-lo e o seu talento natural para compreender circuitos elétricos torna-se evidente. Ele e Jutta ouvem vários programas, incluindo um programa transmitido a partir da França e apresentado por um homem idoso que partilha histórias sobre o mundo da ciência de forma engenhosa para que até os ouvintes mais novos possam compreender.
Quando os nazistas invadem a França em 1940, Marie-Laure e o seu pai fogem para a cidade costeira de Saint-Malo para se refugiarem na casa do seu tio-avô Etienne, um homem em reclusão que sofre de stress pós-traumático desde a Primeira Guerra Mundial. Sem que Marie-Laure saiba, o seu pai recebe o diamante Mar de Chamas ou uma de três réplicas exatas do mesmo que devem ser escondidas para que não caiam nas mãos dos alemães. Ele esconde-o num pequeno modelo em madeira da casa de Etienne, incluída num modelo que ele constrói de Saint-Malo. Pouco depois ele é preso pelos alemães e desaparece, deixando Marie-Laure sozinha com Etienne e a sua empregada. Não demora muito até um caça tesouros alemão nazi, o sargento-major Reinhold iniciar uma busca pelo Mar de Chamas.
A paixão de Werner por ciência e o seu dom para a mecânica de rádios fazem com que ele consiga um lugar numa escola militar para a elite nazi onde lhe dizem: "Vão seguir todos o mesmo caminho, ao mesmo ritmo em direção à mesma causa... Vão comer país e respirar nação". Werner obedece e a sua disciplina e aptidão científica levam-no a Wehrmacht onde ele se torna especialista na procura de remetentes de transmissões ilegais de rádio. Porém, ele vai ficando cada vez mais incomodado com o que acontece quando consegue ligar um sinal de rádio à sua fonte: "Dentro do armário não está um rádio, mas sim uma criança sentada com uma bala atravessada na cabeça" e é assombrado pelas suas memórias das transmissões francesas que o fazem recordar um tempo quando a ciência parecia ser um instrumento de maravilha e não de morte.
Os caminhos de Werner e de Marie-Laure cruzam-se em 1944 quando as forças aliadas chegam às praias da Normandia e o esquadrão de Werner é enviado para Saint-Malo para localizar e destruir o remetente de misteriosas transmissões de informações secretas. Werner acaba por decidir deixar que as transmissões continuem e mais tarde salca Marie-Laure de von Rumpel. Apesar de não ficarem juntos por muito tempo, eles criam uma relação forte. Werner deixa Marie-Laure em segurança, mas fica gravemente doente. Apesar de começar a recuperar, entra por engano num campo minado numa noite e acaba por detonar uma mina que lhe tira a vida.
Trinta anos mais tarde, Jutta, a irmã de Werner, recebe uma caixa de um antigo colega de Werner que contém informações sobre a sua morte, assim como uma casa do modelo que o pai de Marie-Laure tinha construído. Jutta viaja até França com o seu filho Max e lá conhece Marie-Laure no museu onde o seu pai tinha trabalhado. Marie-Laure descobre que Werner escondeu o Mar de Chamas numa caverna secreta em Saint-Malo antes de morrer. A história termina com Marie-Laure, agora com 86 anos, a passear com o seu neto pelas ruas de Paris onde cresceu.

## Recepção
Em 13 de dezembro de 2015, o romance mantinha-se na lista de livros mais vendidos do New York Times na secção de livros de ficção de capa dura há 82 semanas..  O New York Times também o considerou um dos 10 melhores livros do ano. O romance esteve na lista de finalistas do National Book Award. As suas vendas triplicaram depois de ter perdido este prémio para o romance Redeployment de Phil Klay.
O romance venceu o Prémio Pulitzer de Ficção em 2015, assim como a Andrew Carnegie Medal for Excellence in Fiction no mesmo ano.
O romance foi ainda um dos candidatos ao Dayton Literary Peace Prize de Ficção  e venceu o Ohioana Library Association Book Award de Ficção em 2015.